# Ute Leidig
Ute Leidig (* 19. Februar 1963 in Heidelberg) ist eine deutsche Politikerin (Bündnis 90/Die Grünen). Sie ist seit Februar 2019 Abgeordnete im Landtag von Baden-Württemberg und seit Mai 2021 Staatssekretärin im baden-württembergischen Ministerium für Soziales, Gesundheit und Integration.

## Leben und Wirken
Leidig machte ihr Abitur in Heidelberg. Sie studierte ab 1982 Psychologie an der Universität Trier und schloss ihr Studium 1989 als Diplom-Psychologin ab. Anschließend war sie bis 1994 als wissenschaftliche Mitarbeiterin an der Universität Kaiserslautern tätig und promovierte 1995 zum Doktor der Sozialwissenschaften (Dr. rer. soc.) an der Fakultät für Sozial- und Verhaltenswissenschaften der Eberhard-Karls-Universität Tübingen. Nach einer Anstellung als wissenschaftliche Mitarbeiterin am Zentrum für empirische pädagogische Forschung der Universität Landau in den Jahren von 1997 bis 2000 wirkte sie zwischen 2001 und 2007 als freiberufliche Beraterin und Wissenschaftlerin in den Bereichen „Lehren und Lernen“ sowie „Medienpsychologie“. Anschließend war sie kurzzeitig als Trainerin/Coach im Bereich Projektmanagement beim IT-Dienstleister Lutz & Grub AG in Karlsruhe angestellt, bevor sie 2008 an die Universität Heidelberg wechselte und dort bis 2019 in der Abteilung Schlüsselkompetenzen (Dezernat für Studium und Lehre) als Trainerin/Beraterin tätig war.
Politisch organisiert sich Leidig seit 2005 bei den Grünen im Kreisverband Karlsruhe. Für diese saß sie von 2009 bis 2019 im Gemeinderat der Stadt Karlsruhe, ab 2016 als Fraktionsvorsitzende. Bei der Landtagswahl in Baden-Württemberg 2016 trat sie als Ersatzkandidatin für Bettina Lisbach im Landtagswahlkreis Karlsruhe I an. Nachdem Lisbach am 27. November 2018 zur Bürgermeisterin für Umwelt und Gesundheit der Stadt Karlsruhe gewählt wurde und ihr Landtagsmandat zum 31. Januar 2019 niederlegte, folgte ihr Leidig am 1. Februar 2019 als Nachfolgerin im Direktmandat in den Landtag von Baden-Württemberg. Dort ist sie als kommunalpolitische Sprecherin der Grünen Mitglied im Ausschuss für Inneres, Digitalisierung und Migration und im Petitionsausschuss. Bei der Landtagswahl 2021 konnte sie ihr Direktmandat mit 39,1 Prozent der Stimmen verteidigen. 
Seit Mai 2021 ist sie im Kabinett Kretschmann III Staatssekretärin im baden-württembergischen Ministerium für Soziales, Gesundheit und Integration.

## Privates
Leidig ist Mutter zweier Kinder.